# Потребител
 Тази статия е за общото понятие.  За потребител в информатиката вижте Потребител (изчислителна техника).  
Потребител е физическо или юридическо лице, което използва за собствени нужди, дадени стоки или услуги.
В икономически контекст, потребителят се характеризира със способността си да избира измежду предлаганите конкурентни стоки и услуги. По отношение на микроикономиката, той е определен като физическо лице, което извън рамките на своята търговия, дейност и професия, сключва договор с даден снабдител.
В юридически контекст, потребител е личност, защитена от закона на потребителите, която предлага или приема оферти, които задоволяват личните ѝ потребности, без комерсиална цел.